# Damxung
Damxung (chữ Tạng: འདམ་གཞུང་རྫོང།; Wylie: ’dam gzhung rdzong; tiếng Trung: 当雄县; bính âm: Dāngxióng Xiàn, Hán Việt: Đương Hùng huyện) là một huyện của địa cấp thị Lhasa, khu tự trị Tây Tạng, Trung Quốc. Đây là huyện cực bắc của Lhasa và thủ phủ là trấn Damquka. Dam xung trong tiếng Tạng nghĩa là "bãi cỏ được chọn". Damxung nằm ở miền trung của Khu tự trị Tây Tạng và nằm bên hồ thiêng Lhamo Namco rộng 1920 km². Huyện có diện tích 10.036 km² với dân số năm 1999 là 38.473 người. Damxung nằm ở khu vực các dãy núi Gangdisê và Nyainqêntanglha. Dãy Nyainqêntanglha trải dài trên toàn huyện.

## Hành chính
| Tên        | Chữ Tạng   | Wylie        | Tiếng Hán | Pinyin          | Hán Việt       |
| ---------- | ---------- | ------------ | --------- | --------------- | -------------- |
| Damquka    | འདམ་ཆུ་ཁ།   | ’dam chu kha | 当曲卡镇  | Dāngqǔkǎ Zhèn   | Đáng Khúc Khải |
| Yangbajain | ཡངས་པ་ཅན།། | yangs pa can | 羊八井镇  | Yángbājǐng Zhèn | Dương Bát Tĩnh |
| Gyaidar    | རྒྱས་དར།།    | rgyas dar    | 格达乡    | Gédá Xiāng      | Cách Đạt       |
| Nyingzhung | སྙིང་དྲུང།     | snying drung | 宁中乡    | Níngzhōng Xiāng | Ninh Trung     |
| Gongtang   | ཀོང་ཐང།     | kong thang   | 公塘乡    | Gōngtáng Xiāng  | Công Đường     |
| Lungring   | ལུང་རིང།     | lung ring    | 龙仁乡    | Lóngrén Xiāng   | Long Nhân      |
| Wumatang   | དབུ་མ་ཐང།   | dbu ma thang | 乌玛塘乡  | Wūmǎtáng Xiāng  | Ô Mã Đường     |
| Namco      | གནམ་མཚོ།    | gnam mtsho   | 纳木错乡  | Nàmùcuò Xiāng   | Nạp Mộc Thác   |